# Hilding Skjöld
Hilding Skjöld, född 5 december 1899, död 2 december 1966 i Stockholm, var en svensk kortfilmsregissör och produktionsledare.
Skjöld var direktör i Filmo, Folkrörelsernas filmorganisation.

## Regi i urval
- 1940 – Solidaritet över havet
- 1940 – Folkets värn och välfärd
- 1943 – Ljus över landet

## Produktionsledare
- 1946 – När ängarna blommar
- 1947 – Den långa vägen
- 1948 – Lappblod